# Bistum La Guaira
Das Bistum La Guaira (lateinisch Dioecesis Guairiensis, spanisch Diócesis de La Guaira) ist eine in Venezuela gelegene römisch-katholische Diözese mit Sitz in La Guaira. Es umfasst den Bundesstaat Vargas.

## Geschichte
Papst Paul VI. errichtete das Bistum am 15. April 1970 mit der Apostolischen Konstitution Cum summus aus einem Teil des Territoriums des Erzbistums Caracas, dem es auch als Suffragandiözese unterstellt wurde.

## Bischöfe von La Guaira
- Marcial Augusto Ramírez Ponce, 1970–1972, dann Weihbischof in Caracas
- Francisco de Guruceaga Iturriza, 1973–2001
- José de la Trinidad Valera Angulo, 2001–2011, dann Bischof von Guanare
- Raúl Biord Castillo SDB, 2013–2024, dann Erzbischof von Caracas
- Pablo Modesto González Pérez SDB, seit 2025